# Leptogenys stygia
Leptogenys stygia är en myrart som beskrevs av Bolton 1975. Leptogenys stygia ingår i släktet Leptogenys och familjen myror. Inga underarter finns listade i Catalogue of Life.